# Ghiffa
Ghiffa is een gemeente in de Italiaanse provincie Verbano-Cusio-Ossola (regio Piëmont) en telt 2382 inwoners (31-12-2004). De oppervlakte bedraagt 13,9 km², de bevolkingsdichtheid is 171 inwoners per km².

## Demografie
Ghiffa telt ongeveer 1077 huishoudens. Het aantal inwoners daalde in de periode 1991-2001 met 6,7% volgens cijfers uit de tienjaarlijkse volkstellingen van ISTAT.
| Jaar | Inwoneraantal |
| ---- | ------------- |
| 1991 | 2503          |
| 2001 | 2336          |

## Geografie
De gemeente ligt op ongeveer 201 m boven zeeniveau.
Ghiffa grenst aan de volgende gemeenten: Arizzano, Bee, Castelveccana (VA), Laveno-Mombello (VA), Oggebbio, Porto Valtravaglia (VA), Premeno, Verbania.